# Conacul familiei Ruso
Conacul familiei Ruso este o clădire amplasată în Micăuți, raionul Strășeni, Republica Moldova. Este un monument arhitectural de importanță națională inclus în Registrul monumentelor Republicii Moldova ocrotite de stat cu nr. 1392 (raionul Strășeni). Datează din jum I a sec. XIX.